# Lakshman Yapa Abeywardena
Lakshman Yapa Abeywardena (singhalesisch ලක්ෂ්මන් යාපා අබේවර්ධන, Tamil லக்ஷ்மன் யாப்பா அபேவர்தன; * 7. Juni 1955) ist ein sri-lankischer Politiker der Sri Lanka Freedom Party (SLFP) und der United People’s Freedom Alliance (UFPA), der unter anderem mehrmals Minister, von 2023 bis 2024 Gouverneur der Nordwestprovinz und 2024 Gouverneur der Südprovinz war.

## Leben
Lakshman Yapa Abeywardena besuchte das St. Servatius’ College in Matara sowie das Mahinda College in Galle und war als Grundeigentümer tätig. Sein politisches Engagement begann er für die United National Party (UNP) und wurde in Hakmana 1973 zunächst Vorsitzender des UNP-Jugendrates sowie 1976 Sekretär der dortigen UNP-Zentralorganisation. 1983 wurde er Sekretär von Harshanath Wanigasekera, dem damaligen Parlamentsabgeordneten für den Wahlkreis „Hakmana“, und war von 1988 bis 1994 Mitglied des Rates der Südprovinz und fungierte zugleich zwischen 1988 und 1993 als stellvertretender Vorsitzender des Rates des Distrikts Matara. 
1994 wurde Abeywardena für die UNP erstmals selbst Mitglied des Parlaments von Sri Lanka und vertrat in diesem nach seinen Wiederwahlen bis zum 26. Juni 2015 den Wahlkreis „Matara“. Im zweiten Kabinett von Premierminister Ranil Wickremesinghe übernahm er zwischen 2003 und 2004 den Posten als Minister für ausländische Beschäftigung und Wohlfahrt. Nach seinem Wechsel zur Sri Lanka Freedom Party (SLFP) bekleidete er im zweiten Kabinett von Premierminister Ratnasiri Wickremanayake von 2007 bis 2010 das Amt als Medienminister. Im Kabinett von Premierminister D. M. Jayaratne fungierte er zwischen 2013 und 2015 als Minister für Investitionsförderung sowie zugleich 2015 als Minister für parlamentarische Angelegenheiten.
Als Nachfolger von Admiral Wasantha Karannagoda übernahm er am 17. Mai 2023 den Posten als Gouverneur der Nordwestprovinz und bekleidete diesen bis zu seiner Ablösung durch Ahamed Nazeer Zainulabdeen am 1. Mai 2024. Nach Beendigung dieses Amtes war er als Nachfolger von Willie Gamage zwischen dem 2. Mai und seiner Ablösung durch Bandula Harischandra 22. September 2024 noch einmal Mitglied des Parlaments.